# 史提夫·拉塞爾

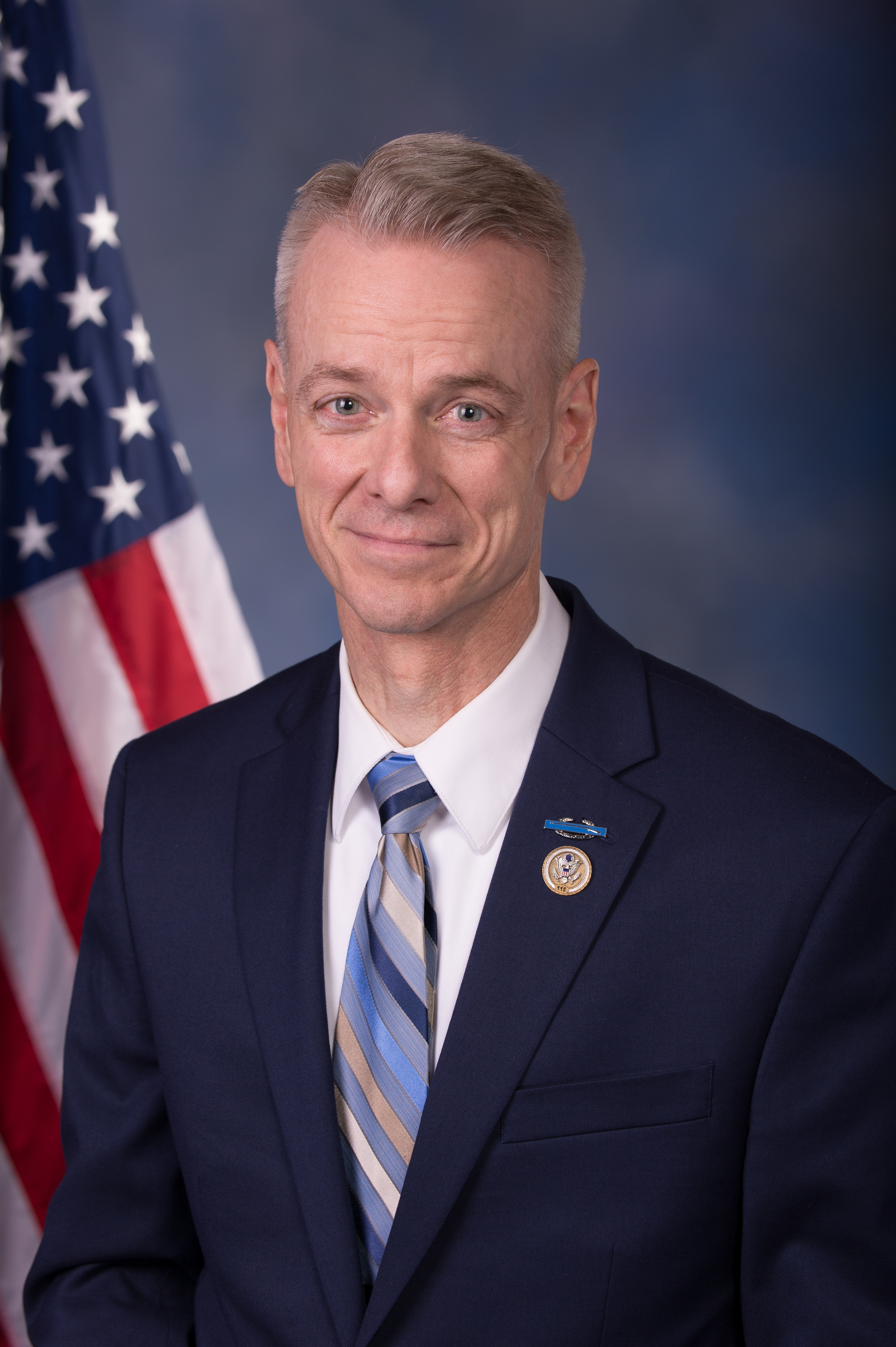
史提夫·拉塞爾

史提夫·拉塞爾（Steven Dane Russell；1963年5月25日—）是美國的一位政治人物。自2015年開始，他是奧克拉荷馬州第5選舉區選出的美國眾議院議員。他的黨籍是共和黨。拉塞爾曾經在美國陸軍服役，官至中校。在成為國會議員之前，他曾是奧克拉荷馬州參議院議員。

## 外部連結
- Congressional campaign website
- LinkedIn page
- 1-22infantry.org profile（页面存档备份，存于）